# أنيكانتفاد

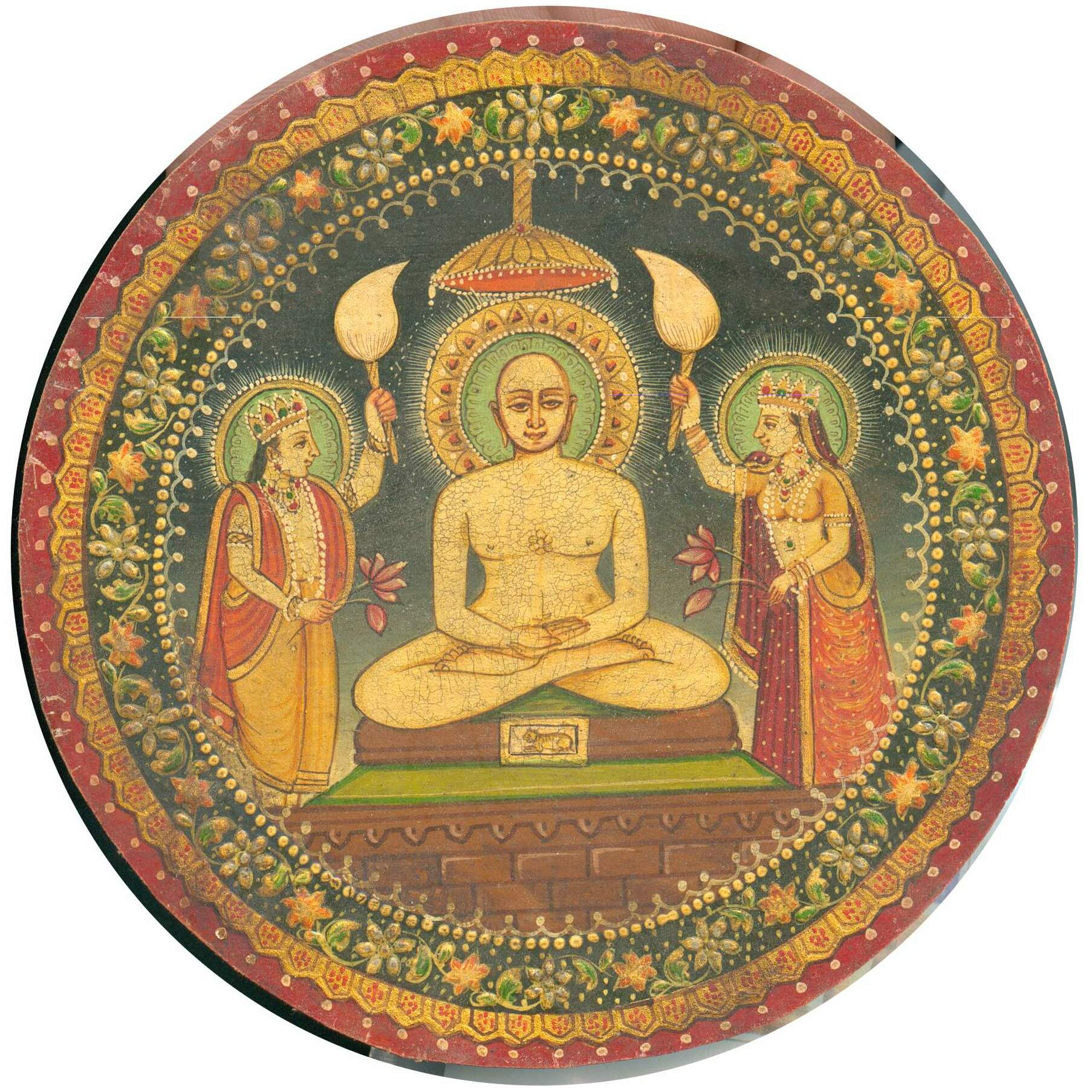
لم يستخدم ماهافيرا كلمة أنيكانتفاد (anekāntavada)، لكن تعاليمه تحتوي على بذور هذا المفهوم (لوحة من ولاية راجاستان، حوالي عام 1900).

أنيكانتفاد (بالهندية: अनेकान्तवाद)‏، هي عقيدة جاينية تتكلم على الحقائق الميتافيزيقية التي ظهرت في الهند القديمة. وتنص على أن الحقيقة والواقع المطلق معقد وله مظاهر وجوانب متعددة.

## أصل المصطلح
أنيكانتفاد أو أنيكانتافادا (بالإنجليزية: Anekantavada)‏، المصطلح يعني "مُتعدد الجوانب أو الوجوه أو ما له أكثر من جانب". وكلمة أنيكانتفاد (anekāntavāda) هي عبارة عن مركب من كلمتين سنسكريتيتين: (anekānta) و(vāda). تتكون كلمة (anekānta) نفسها من ثلاث جذور بدورها: "an" وتعني (ليس أو لا)، و"eka" وتعني (واحد)، و"anta" (نهاية، جانب أو مظهر)، ومعًا تشير ضمنًا إلى "ما لا نهاية أو جانب أو مظهر واحد له"، أو"متعدد الجوانب"، أو "المُتنوع، المُتعدد أو ما له نُسخ مُتعددة، أي جوانب أو مظاهر". أمَّا كلمة (فادا)، فتعني "عقيدة، طريقة، خطاب، أطروحة".
ويُترجم العلماء مصطلح أنيكانتفاد على أنه عقيدة "تعدد المظاهر/الجوانب"، و"لا أُحادية"، أو "ذو الحدود المُتعددة أو ما له أكثر من حد".

## النظرة الفلسفية
تنص عقيدة أنيكانتفاد، والمعروفة أيضا باسم أنيكانتاتفا (anekāntatva)، على أن الحقيقة والواقع معقدان ولهما دائمًا جوانب متعددة. إنَّه يمكن تجربة الواقع، ولكن لا يمكن التعبير عنه بالكامل باللغة. وإنَّ محاولات الإنسان للتعبير عنه والتواصل معه هي نايا (naya)، أو "تعبير جزئي عن الحقيقة". واللغة ليست الحقيقة، بل وسيط/وسيلة ومحاولة للتعبير عنها. واللغة هي بنت الحقيقة ومنها نسلت وليس العكس، وذلك بحسب ما رأى ماهافيرا. وعلى سبيل المثال، يمكن للمرء أن يختبر حقيقة الذوق، لكن لا يمكنه التعبير عن هذا الذوق بالكامل من خلال اللغة. إذ أي محاولات للتعبير عن التجربة هي سِيَات (syāt)، أو شرعي ومنطقي وصحيح "في بعض النواحي" لكنه لا يزال "ربما، منظور واحد فقط، غير مكتمل". وبنفس الطريقة، فالحقائق الروحية معقدة، ولها جوانب/مظاهر/تجليات متعددة، ولا يمكن للغة التعبير عن تعدديتها هذه، ولكن من خلال الجهد والكارما المناسبة يمكن اختبارها.